# Henry Clay Work
Henry Clay Work född 1 oktober 1832 i Middletown Connecticut död 8 juni 1884 i Hartford Connecticut, amerikansk kompositör, textförfattare, uppfinnare.